# Льюис, Ричард
Ричард Филип Льюис (англ. Richard Philip Lewis; 29 июня 1947 — 27 февраля 2024) — американский комик и актёр.
Он стал известен в 1980-е годы как стендап-комик, специализирующийся на самоуничижительном юморе, а позднее и ролям в кино и на ТВ — сериалы «Только любовь»  и  «Умерь свой энтузиазм», фильмы «Однажды преступив закон», «Алкаши», «Покидая Лас-Вегас».

## Биография
Ричард Льюис родился в Бруклине, Нью-Йорк, и вырос   в Энглвуде, штат Нью-Джерси. Его отец работал на кухне, а  мать была актрисой. Льюисы — еврейская семья, хотя и не особенно религиозная. Ричард с детства любил шутки и розыгрыши, чем нередко выводил из себя своих учителей.
Льюис являлся членом  братства Альфа Эпсилон Пи в колледже и посещал государственный Университет штата Огайо.
Он начал выступать в комедии в 70-х годах.
Ричард Льюис занимает 45-е место в списке Comedy Central из «100 величайших стендап-комиков всех времен».
Льюис умер дома в Лос-Анджелесе ночью 27 февраля после сердечного приступа. В апреле 2023 года актёр объявил, что двумя годами ранее у него диагностировали болезнь Паркинсона.